# Le Mesnil-en-Vallée
Le Mesnil-en-Vallée est une ancienne commune française située dans le département de Maine-et-Loire, en région Pays de la Loire, devenue le 15 décembre 2015 une commune déléguée de la commune nouvelle de Mauges-sur-Loire.
La localité s'étend uniquement sur la rive gauche (sud) de la Loire. C'est un village fleuri récompensé par deux fleurs au concours des villes et villages fleuris (2007).

## Géographie

### Localisation
Localité du nord des Mauges, Le Mesnil-en-Vallée est située à l'ouest du département de Maine-et-Loire sur la rive gauche de la Loire, à 56 km à l'est de Nantes, 36 km à l'ouest d'Angers et 40 km au nord de Cholet.
Les localités limitrophes du Mesnil-en-Vallée sont Saint-Laurent-du-Mottay, Ingrandes, Champtocé-sur-Loire, Montjean-sur-Loire, La Pommeraye, Beausse, Le Fresne-sur-Loire en Maine-et-Loire, ainsi que Montrelais en Loire-Atlantique.
Le Mesnil-en-Vallée est une localité rurale non polarisée.

### Topographie
La localité est située dans la vallée de la Loire, d'une superficie de 1 771 hectares son territoire est traversé par l'un de ses affluents, La Thau. Le Mesnil-en-Vallée se trouve au sud du massif armoricain, dans sa zone ligérienne sur le domaine armoricain hercynien.
Elle est délimitée comme suit :
- Au nord par la Loire, comprenant tout de même une partie de l'île (appartenant cependant à l'Anjou et à la Bretagne simultanément). Le fleuve marque également la frontière entre les départements de Maine-et-Loire et de la Loire-Atlantique.
- À l'est par le ruisseau du Moulin Benoît.
- Au sud par une route (communale)[réf. nécessaire].
- À l'ouest par le ruisseau de Veillon.

Elle se divise en trois zones :
- une zone inférieure dite La Vallée, traversée par la Tau[3],
- une zone intermédiaire qui est exposée au nord,
- une zone supérieure dite Le Plateau.

## Toponymie
Le terme Mesnil désignait jusque sous l'Ancien Régime un domaine rural. Le Mesnil (Mansilium-Mesnilium) signifie demeure choisie[réf. nécessaire]. Auparavant la commune avait pour nom Le Menil depuis au moins 1668 jusqu'en 1801, et Le Mesnil à partir de 1801.
Le complément en Vallée ne fut adjoint qu'en 1921.

## Histoire

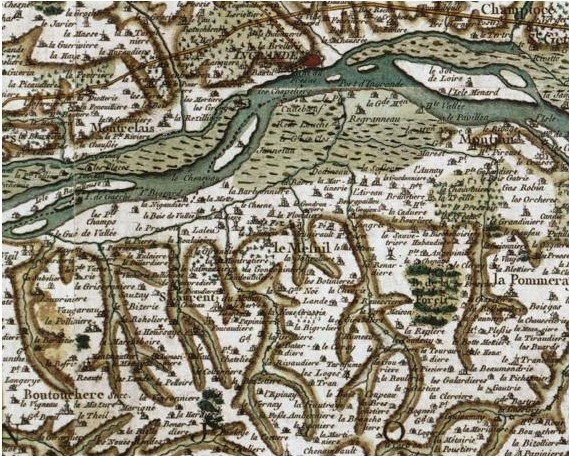
Le Menil (ancien nom) en 1750 (carte de Cassini).

Comme toute région bordant les fleuves, le passage de peuplades et les traces de civilisation remontent à très loin. Des haches de silex furent découvertes à la Jolivetière et à la Giraudière (sud-est du bourg actuel) marquant ainsi l'époque mégalithique, période ou la forêt était très présente dans la région. Aucune trace de la période gallo-romaine ; la tradition verbale fait allusion à l'établissement d'un collège de druides, le Mesnil servait d'ossuaire régional[réf. nécessaire].
La commune nouvelle de Mauges-sur-Loire naît le 15 décembre 2015 de la fusion des 11 communes de la communauté de communes, dont la création a été officialisée par arrêté préfectoral du 5 octobre 2015.

## Politique et administration

### Administration municipale

#### Administration actuelle
Depuis le 15 décembre 2015 Le Mesnil-en-Vallée constitue une commune déléguée au sein de la commune nouvelle de Mauges-sur-Loire et dispose d'un maire délégué.
| Période                                  | Période  | Identité         | Étiquette | Qualité |
| ---------------------------------------- | -------- | ---------------- | --------- | ------- |
| décembre 2015                            | mai 2020 | Gilles Piton     |           |         |
| mai 2020                                 | en cours | Jean-Claude Blon |           |         |
| Les données manquantes sont à compléter. |          |                  |           |         |

#### Administration ancienne

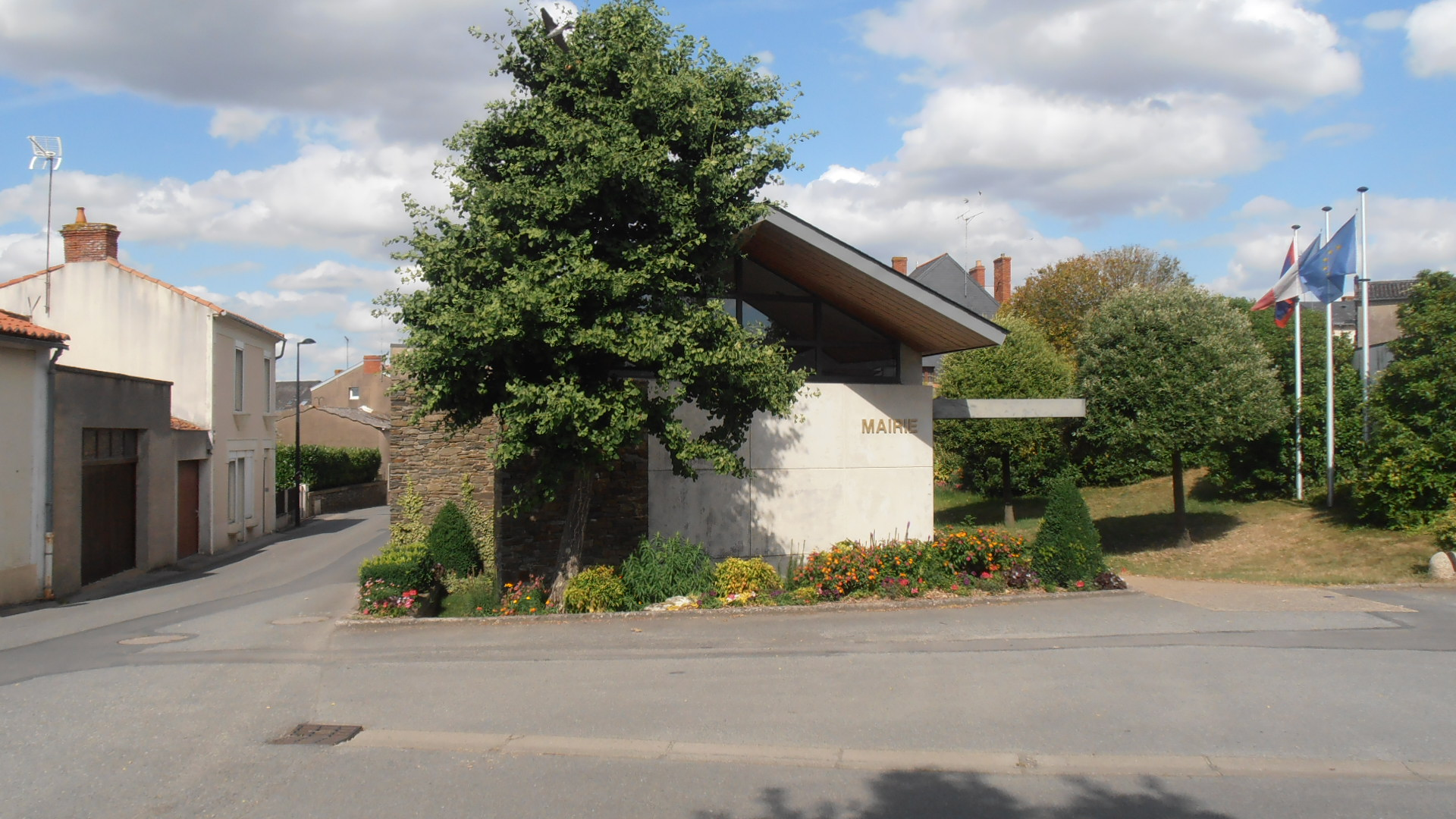
La mairie.

| Période                                  | Période       | Identité              | Étiquette     | Qualité                           |
| ---------------------------------------- | ------------- | --------------------- | ------------- | --------------------------------- |
|                                          | an V (1797)   | Antoine André Guérif  |               |                                   |
| an IX (1801)                             | fév. 1826     | Simon Julien Gautreau |               | notaire public                    |
| fév. 1826                                | oct. 1828     | Sécher                |               |                                   |
| oct. 1828                                | oct. 1830     | Brunsard              |               |                                   |
| oct. 1830                                | déc. 1833     | Gazeau                |               | conseiller municipal              |
| janv. 1834                               | mars 1835     | Boré                  |               | conseiller municipal              |
| mars 1835                                | juil. 1835    | Marné                 |               |                                   |
| juil. 1835                               | avr. 1836     | Poissonneau           |               |                                   |
| avr. 1836                                | oct. 1846     | Pierre Marchand       |               |                                   |
| nov. 1846                                | fév. 1849     | François Charrier     |               |                                   |
| mai 1849                                 | fév. 1878     | Joseph de Boissard    |               |                                   |
| fév. 1878                                | mai 1884      | Urbain Boré           |               |                                   |
| mai 1884                                 | mai 1894      | Anastase d'Harembert  |               |                                   |
| juin 1894                                | 1907          | Jean Bouletreault     |               |                                   |
| 1907                                     | 1908          | Louis Rouiller        |               |                                   |
| 1908                                     | 1925          | René Tuffreau         |               |                                   |
| 1925                                     | 1935          | René de Champrel      |               |                                   |
| 1935                                     | 1945          | Mathurin Guais        |               | Agriculteur                       |
| 1945                                     | 1989          | Joseph Meignan        |               | Notaire                           |
| 1989                                     | mars 2014     | Christian Rosello     | Divers droite | Vice-président du conseil général |
| mars 2014                                | décembre 2015 | Gilles Piton          |               |                                   |
| Les données manquantes sont à compléter. |               |                       |               |                                   |

### Ancienne situation administrative
La commune est membre en 2015 de la communauté de communes du canton de Saint-Florent-le-Vieil, elle-même membre du syndicat mixte Pays des Mauges. L'intercommunalité disparait à la création de la commune nouvelle.

## Population et société

### Évolution démographique
L'évolution du nombre d'habitants est connue à travers les recensements de la population effectués dans la commune depuis 1793. À partir du 1er janvier 2009, les populations légales des communes sont publiées annuellement dans le cadre d'un recensement qui repose désormais sur une collecte d'information annuelle, concernant successivement tous les territoires communaux au cours d'une période de cinq ans. 
Pour les communes de moins de 10 000 habitants, une enquête de recensement portant sur toute la population est réalisée tous les cinq ans, les populations légales des années intermédiaires étant quant à elles estimées par interpolation ou extrapolation. Pour la commune, le premier recensement exhaustif entrant dans le cadre du nouveau dispositif a été réalisé en 2005,.
En 2013, la commune comptait 1 468 habitants, en évolution de +0,75 % par rapport à 2008 (Maine-et-Loire : +3,3 %, France hors Mayotte : +2,49 %).
| 1793  | 1800  | 1806  | 1821  | 1831  | 1836  | 1841  | 1846  | 1851  |
| ----- | ----- | ----- | ----- | ----- | ----- | ----- | ----- | ----- |
| 2 665 | 1 236 | 1 387 | 1 721 | 2 223 | 1 926 | 1 851 | 1 836 | 1 807 |

| 1856  | 1861  | 1866  | 1872  | 1876  | 1881  | 1886  | 1891  | 1896  |
| ----- | ----- | ----- | ----- | ----- | ----- | ----- | ----- | ----- |
| 1 767 | 1 719 | 1 726 | 1 690 | 1 655 | 1 562 | 1 503 | 1 508 | 1 418 |

| 1901  | 1906  | 1911  | 1921  | 1926  | 1931 | 1936 | 1946 | 1954 |
| ----- | ----- | ----- | ----- | ----- | ---- | ---- | ---- | ---- |
| 1 226 | 1 232 | 1 184 | 1 034 | 1 000 | 965  | 971  | 939  | 969  |

| 1962  | 1968  | 1975  | 1982  | 1990  | 1999  | 2005  | 2010  | 2013  |
| ----- | ----- | ----- | ----- | ----- | ----- | ----- | ----- | ----- |
| 1 034 | 1 083 | 1 095 | 1 147 | 1 256 | 1 290 | 1 437 | 1 468 | 1 468 |

### Pyramide des âges
La population de la commune est relativement jeune. Le taux de personnes d'un âge supérieur à 60 ans (19,7 %) est en effet inférieur au taux national (21,8 %) et au taux départemental (21,4 %).
Contrairement aux répartitions nationale et départementale, la population masculine de la commune est supérieure à la population féminine (53,4 % contre 48,7 % au niveau national et 48,9 % au niveau départemental).
La répartition de la population de la commune par tranches d'âge est, en 2008, la suivante :
- 53,4 % d’hommes (0 à 14 ans = 23,6 %, 15 à 29 ans = 17,1 %, 30 à 44 ans = 23,6 %, 45 à 59 ans = 18,6 %, plus de 60 ans = 17 %) ;
- 46,6 % de femmes (0 à 14 ans = 19,6 %, 15 à 29 ans = 16,3 %, 30 à 44 ans = 24,3 %, 45 à 59 ans = 17,2 %, plus de 60 ans = 22,7 %).

| Hommes | Classe d’âge | Femmes |
| ------ | ------------ | ------ |
| 0,1    | 90 ans ou +  | 0,9    |
| 4,4    | 75 à 89 ans  | 8,8    |
| 12,5   | 60 à 74 ans  | 13,0   |
| 18,6   | 45 à 59 ans  | 17,2   |
| 23,6   | 30 à 44 ans  | 24,3   |
| 17,1   | 15 à 29 ans  | 16,3   |
| 23,6   | 0 à 14 ans   | 19,6   |

| Hommes | Classe d’âge | Femmes |
| ------ | ------------ | ------ |
| 0,4    | 90 ans ou +  | 1,1    |
| 6,3    | 75 à 89 ans  | 9,5    |
| 12,1   | 60 à 74 ans  | 13,1   |
| 20,0   | 45 à 59 ans  | 19,4   |
| 20,3   | 30 à 44 ans  | 19,3   |
| 20,2   | 15 à 29 ans  | 18,9   |
| 20,7   | 0 à 14 ans   | 18,7   |

### Enseignement
La localité possède une école privée, l'école Saint-Joseph, ainsi qu'une cantine scolaire gérée par Familles Rurales dans les locaux du foyer municipal. Les écoles publiques sont quant à elles situées dans les communes voisines de :
- pour le primaire à Beausse, Ingrandes et Saint-Florent-le-Vieil ;
- pour le secondaire à Ancenis, La Pommeraye, Saint-Florent-le-Vieil.

### Santé
Bien que ne possédant pas de structure de santé lourde la localité accueille un centre pour handicapés adultes, appelé Maison Rochas, qui compte une soixantaine de pensionnaires. Une association propose également une maison d'accueil pour toxicomanes. Les personnes âgées ont quant à elles huit logements à disposition dans la maison d'accueil et d'animation.
Dans ce domaine, la localité dispose d'un médecin, d'une pharmacie, d'un cabinet d'infirmiers et d'une sage-femme.

### Festivités
Chaque année le comité des fêtes de la commune organise sur deux jours (13 et 14 juillet de chaque année) la fête de la Grenouille. Cet évènement, qui se déroule sur le site de la Grand'Fosse, accueille plus de 10 000 visiteurs. Pendant ces deux jours plus de 800 kilos de cuisse de grenouille (environ 82 000 cuisses) sont préparées et consommées. Chaque année le programme de la fête diffère de l'édition précédente, cependant le concours de pêche, l’exposition artisanale et le feu d'artifice qui clôture ces deux jours, sont présents à chaque édition. Deux cents bénévoles assurent le bon déroulement des festivités. En 2010 il s'agissait de la 25e édition.

## Économie

### Tissu économique
Sur 94 établissements présents dans la commune à fin 2010, 31 % relevaient du secteur de l'agriculture (pour une moyenne de 17 % dans le département), 5 % du secteur de l'industrie, 12 % du secteur de la construction, 36 % de celui du commerce et des services et 16 % du secteur de l'administration et de la santé.

### Commerces et entreprises
Malgré sa petite taille la commune possède de nombreux avantages, du fait de sa situation géographique et de sa proximité avec les moyens de transport (gares SNCF d'Ingrandes ou de Saint Florent le Vieil - Varades, autoroute A11, transports départementaux), pour maintenir et développer une activité économique. Le groupe Loste - Grand Saloir a ainsi un site de fabrication de charcuterie pâtissière et desserts dans la commune.
À l'est du village se trouve également le pôle artisanal des Tersettières.
La commune possède également de nombreux commerces de proximité ainsi que bon nombre d’artisans.

## Lieux et monuments
- La chapelle du cimetière dite des Anges : érigée en 1801, elle est inscrite aux monuments historiques depuis mai 1969. Elle a été entièrement restaurée en 2010 et inaugurée le 18 septembre de la même année.
- Le château de Vaugirault (datant essentiellement du XIXe siècle).
- La chapelle de la Salette domine le paysage.
- L'église Notre-Dame : construite au cœur du village par l'architecte Sébastien-Michel Dellêtre sur les ruines d'une ancienne église du XIIe siècle qui fut incendiée à la Révolution. Elle est de style néoclassique.
- La Grand'Fosse : aire de loisirs.
- Les Échuettes : terrains de sport, plan d'eau.

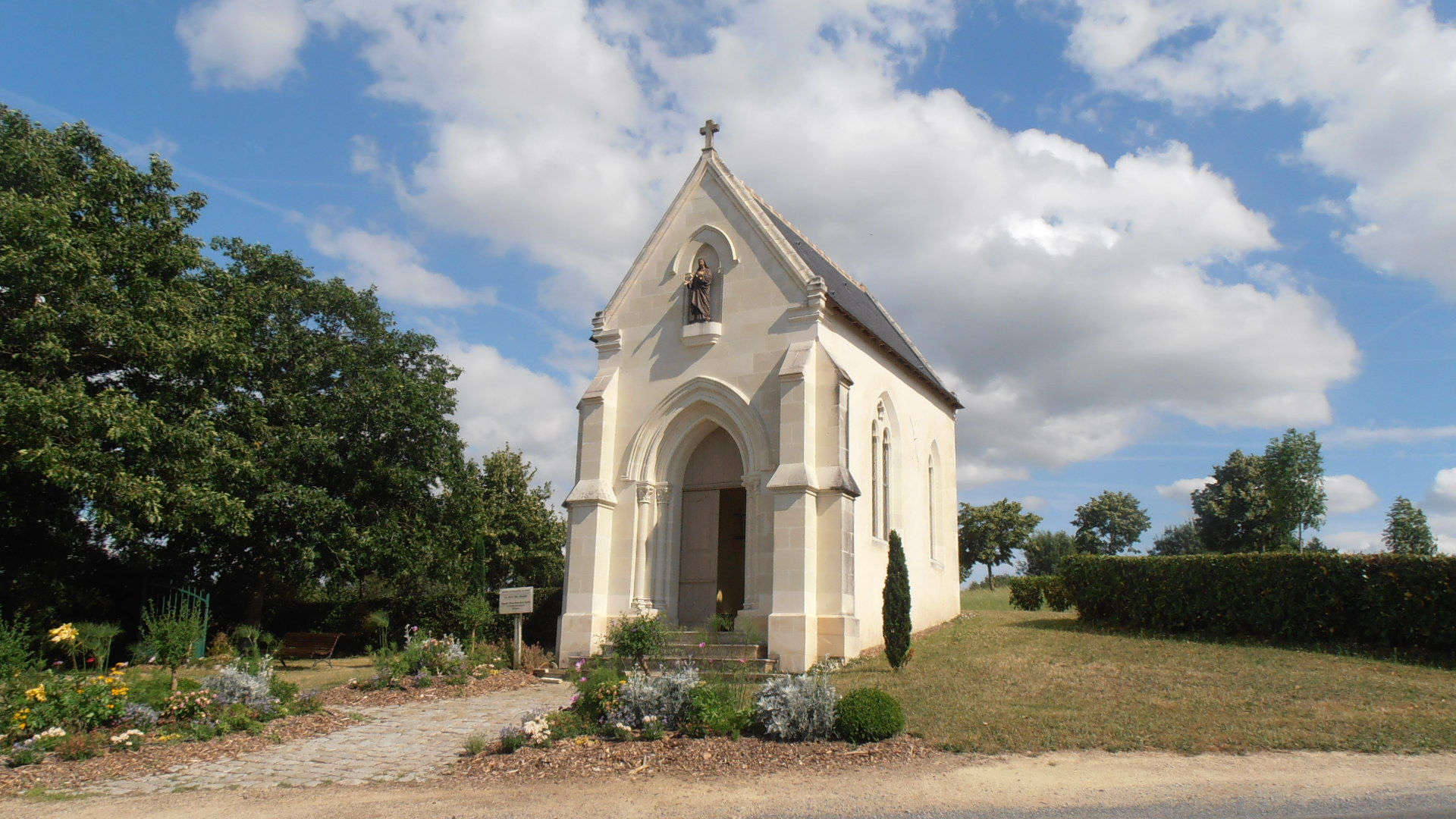
La chapelle de la Salette
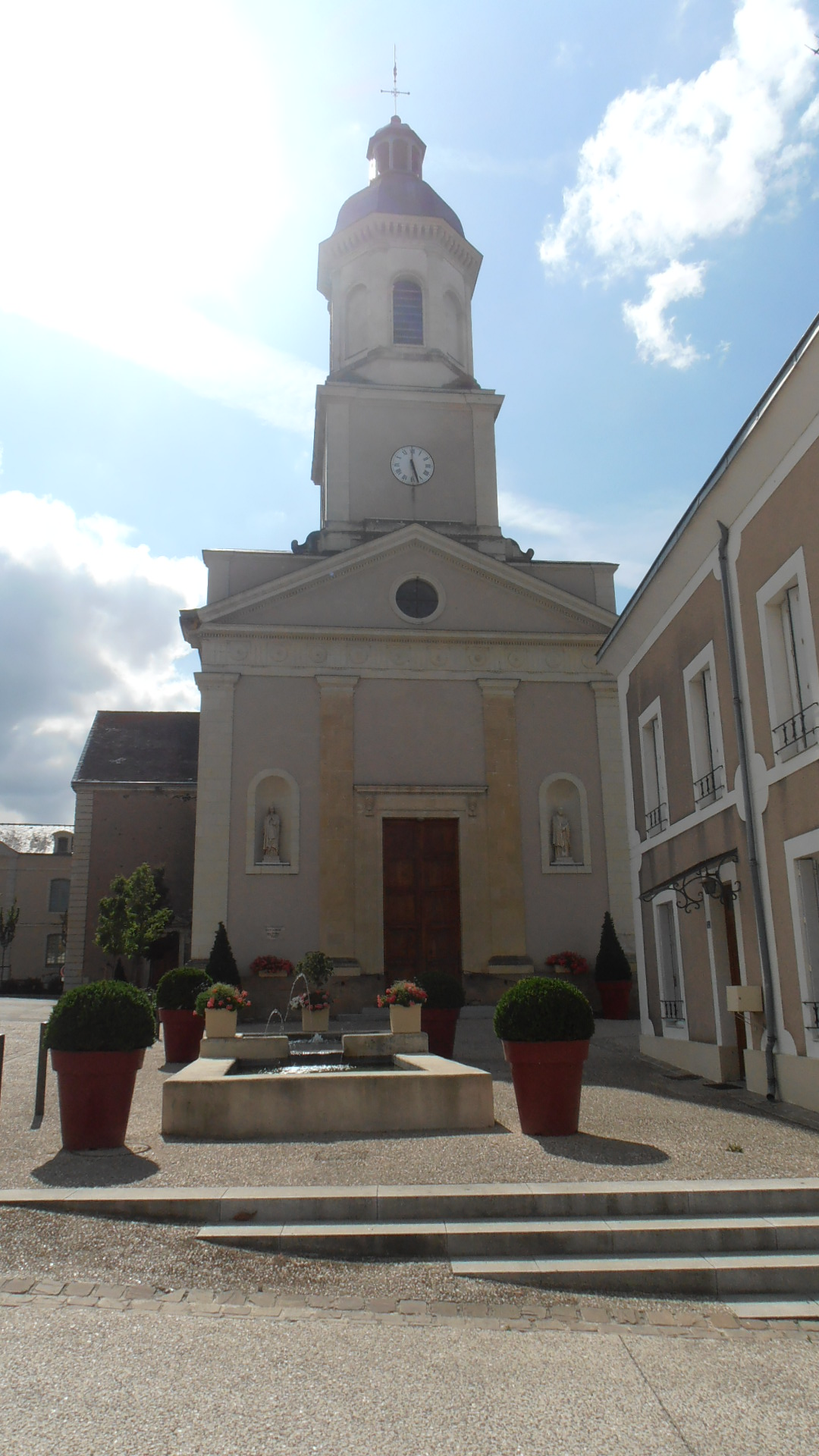
L'église Notre-Dame
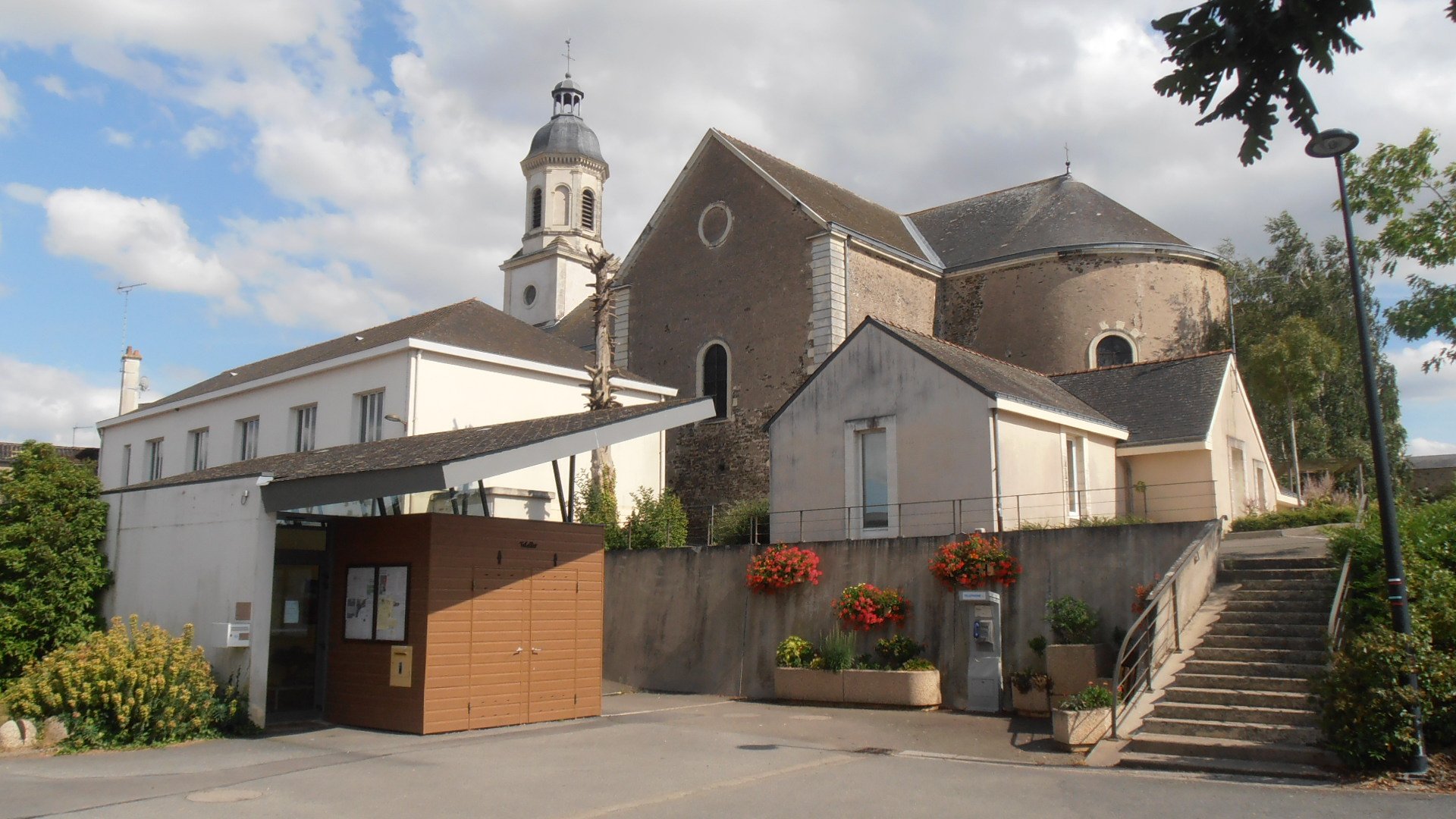
mairie déléguée et église Notre-Dame
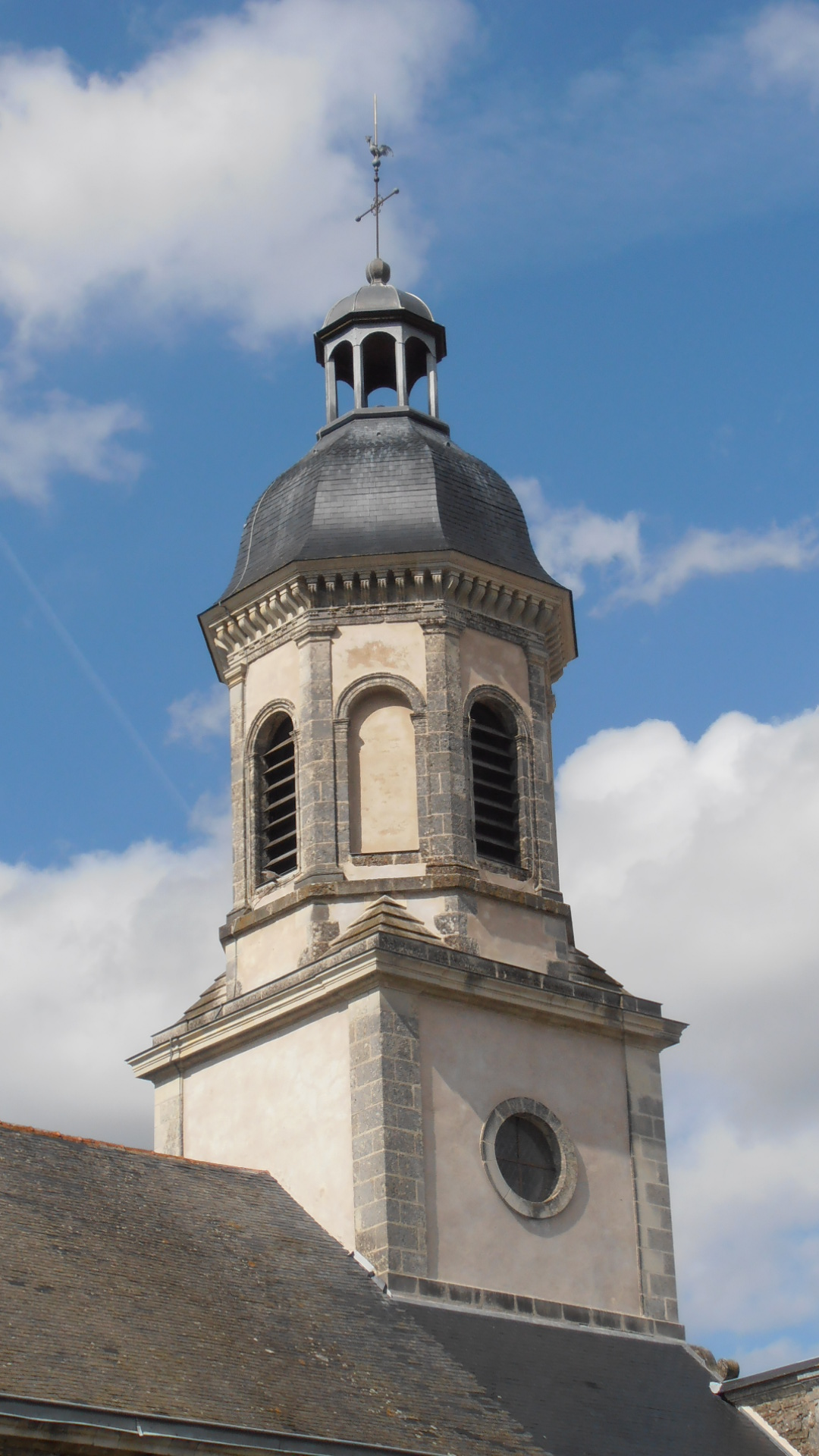
Le clocher de l'église Notre-Dame